# Melophia phyllachoroidea
Melophia phyllachoroidea är en svampart som beskrevs av Speg. 1886. Melophia phyllachoroidea ingår i släktet Melophia, divisionen sporsäcksvampar och riket svampar.   Inga underarter finns listade i Catalogue of Life.